# 23ª Brigata meccanizzata
La 23ª Brigata meccanizzata autonoma (in ucraino 23-тя окрема механізована бригада?, 23-tja okrema mechanizovana bryhada, unità militare A4741) è un'unità di fanteria meccanizzata delle Forze terrestri ucraine, subordinata al Comando operativo "Est" e con base a Pokrovs'k.

## Storia
La brigata è stata creata il 6 dicembre 2022, come parte dell'espansione dell'esercito ucraino in previsione della controffensiva estiva del 2023. Durante la primavera ha iniziato l'addestramento del nuovo personale.
Elementi dell'unità sono entrati in azione per la prima volta all'inizio di giugno 2023, conducendo contrattacchi locali insieme a reparti della 31ª Brigata meccanizzata e della 37ª Brigata fanteria di marina nell'area di Velyka Novosilka, contro le posizioni del 71º Reggimento della 42ª Divisione e della 37ª Brigata fucilieri motorizzata delle guardie dell'esercito russo. Ad agosto la brigata, dopo aver superato densissimi campi minati, è entrata per la prima volta nel villaggio di Pryjutne. Successivamente è stata respinta dall'impiego di unità del VDV in supporto della 60ª Brigata fucilieri motorizzata russa.
All'inizio di gennaio 2024 la brigata è stata trasferita nel settore di Avdiïvka per contribuire alla difesa della regione fortificata a causa dell'offensiva russa iniziata ad ottobre 2023. In particolare ha operato nell'area a nord del villaggio di Stepove, respingendo gli assalti russi in seguito alla caduta della città alla fine di febbraio. Ritiratasi gradualmente verso nord, all'inizio di aprile è stata sostituita in prima linea presso Novokalynove da elementi della 115ª Brigata meccanizzata. In seguito alla rapida conquista di Očeretyne da parte russa il 20 aprile è però tornata al fronte, difenendo l'area a sud del villaggio insieme alla 47ª Brigata meccanizzata, scontrandosi con la 21ª, la 74ª, la 114ª e la 137ª Brigata dell'esercito russo impegnate nell'offensiva di Pokrovs'k. A partire da agosto 2024 ha preso parte alla difesa di Časiv Jar.

## Struttura
- Comando di brigata[16]
- 1º Battaglione meccanizzato
- 2º Battaglione meccanizzato
- 3º Battaglione meccanizzato
- 58º Battaglione fucilieri (Kryvyj Rih, unità militare A4443)[17]
- 415º Battaglione fucilieri (Zaporižžja, unità militare A4884)[18]
- 426º Battaglione fucilieri (Pokrovs'k, unità militare A4875)[19]
- Battaglione corazzato (T-64BV)
- Battaglione sistemi senza pilota "Tristo Mietitore"
- Gruppo d'artiglieria
  - Battaglione artiglieria semovente (2S1 Gvozdika e M109L)
  - Battaglione artiglieria lanciarazzi (BM-21 Grad)
  - Battaglione artiglieria controcarri (9K114 Šturm)
- Battaglione artiglieria missilistica contraerei (ZU-23-2)
- Battaglione genio
- Battaglione manutenzione
- Battaglione logistico
- Compagnia ricognizione
- Compagnia comunicazioni
- Compagnia radar
- Compagnia difesa NBC
- Compagnia medica

## Comandanti
- Colonnello Ivan Veretejčenko (febbraio 2023 - dicembre 2024)[20]
- Colonnello Dmytro Švec' (dicembre 2024 - aprile 2025)[21]
- Colonnello Oleksandr Slipko (aprile 2025 - in carica)[22]